# Distretto di Chhatarpur
Il distretto di Chhatarpur è un distretto del Madhya Pradesh, in India, di 1 474 633 abitanti. È situato nella divisione di Sagar e il suo capoluogo è Chhatarpur.